# Lambussie Karni
Lambussie Karni är ett distrikt i Ghana.   Det ligger i regionen Övre västra regionen, i den nordvästra delen av landet, 600 km norr om huvudstaden Accra.